# VM i håndbold 2005 (mænd)
Verdensmesterskabet i håndbold for mænd 2005 var det 19. (indendørs) VM i håndbold for mænd. Slutrunden blev afholdt i Tunesien i perioden 23. januar – 6. februar 2005.
De 24 deltagende nationer spillede først en indledende runde i fire grupper med seks hold, hvorfra de tre bedste i hver gruppe gik videre til hovedrunden, mens holdene, der sluttede som nr. 4-6 i de indledende grupper, blev rangeret som nr. 13-24 efter deres resultater i den indledende runde. I hovedrunden spillede de 12 hold i to nye seksholdsgrupper, hvorfra de to bedste hold i hver gruppe gik videre til semifinalerne, mens de øvrige hold måtte spille placerinskampe om placeringerne 5-12.
Spanien blev verdensmester for første gang ved at slå de forsvarende verdensmestre fra Kroatien 40-34 i finalen. Bronzen gik for andet VM i træk til Frankrig, der besejrede værtslandet Tunesien 26-25 i bronzekampen.
Det danske landshold blev nr. 4 i sin indledende gruppe og gik dermed ikke videre til hovedrunden og blev placeret som nr. 13.